# Мирамар Мисионес
Клуб Спортиво „Мирамар Мисионес“ е уругвайски футболен отбор от Монтевидео. Той е резултат на обединението на ФК „Мисионес“ (основан на 26 март 1906 г.) и Спортиво „Мирамар“ (основан на 17 октомври 1915 г.) на 25 юни 1980 г. Любопитното е, че двата отбора са били големи врагове на футболния терен. Домакинският екип на „Мирамар Мисионес“ е използваният от „Мирамар“, а за гостувания е екипът на „Мисионес“ от миналото.

## Успехи
- 3х шампион на Сегунда Дивисион: 1942, 1952 (и двата пъти шампион е Мирамар) и 1986
- 1х шампион на Аматьорската лига Метрополитана: 1974 (Мисионес)
- 3х шампион на Дивисионал Интермедиа: 1917 (Мисионес), 1935 (Мирамар) и 1971 (Мисионес)
- 3х шампион на Дивисионал Екстра: 1917, 1937 (и двата пъти Мирамар) и 1953 (Мисионес)

## Известни бивши играчи
- Атилио Гарсия